# Chloealtis
Chloealtis é um género de insecto da família Acrididae.
Este género contém as seguintes espécies:
- Chloealtis aspasma